# 두강

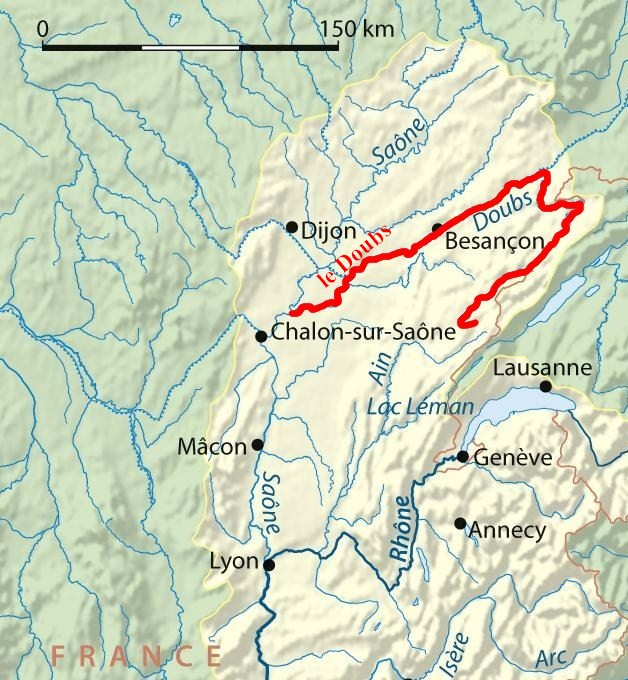
두강

두강(Doubs)은 프랑스 동부와 스위스 서부를 흐르는 강으로, 손강의 지류이다. 길이는 453 km이다.